# Stenbrotjärnet, Dalsland
Stenbrotjärnet är en sjö i Dals-Eds kommun i Dalsland och ingår i Göta älvs huvudavrinningsområde.